# Edbaye Ehl Guelaye
Edbaye Ehl Guelaye (en arabe : أ.أهل كلاي) est une commune rurale du sud de la Mauritanie, située dans le département de M'Bout de la région de Gorgol.

## Géographie
La commune d'Edbaye Ehl Guelaye est située au sud-est dans la région de Gorgol et elle s'étend sur 624 km2.
Elle est délimitée au nord par le commune de M'Bout, à l’est par la commune de Diadjibine Gandéga, au sud-est par la commune d'Ajar, au sud-ouest par les communes de Vréa Litama et de Beilouguet Litame, au nord-ouest par la commune de Foum Gleita.

## Histoire
Edbaye Ehl Guelaye a été érigée en commune par l'ordonnance du 20 octobre 1987 instituant les communes de Mauritanie.

## Démographie
Lors du Recensement général de la population et de l'habitat (RGPH) de 2000, Edbaye Ehl Guelaye comptait 10 220 habitants.
Lors du RGPH de 2013, la commune en comptait 11 475, soit une croissance annuelle de 0,9 % sur 13 ans.

## Économie
L'agriculture est au centre de l'économie d'Edbaye Ehl Guelaye, comme quasiment toutes les communes de la région. Mais cette économie est fragile car elle rencontre des obstacles à son développement, notamment les conditions climatiques ou le manque de moyens des agriculteurs. Pour faire face à ces obstacles, l'état ou différentes ONG financent des projets qui améliorent les conditions de vie des habitants.